# Montillana
Montillana és un municipi de la província de Granada. Es troba a 1.022 metres d'altitud, i té una extensió de 76 km² i 1.318 habitants.